# Vestergrenia nervisequia
Vestergrenia nervisequia är en svampart som beskrevs av Rehm 1901. Vestergrenia nervisequia ingår i släktet Vestergrenia och familjen Dothideaceae.   Inga underarter finns listade i Catalogue of Life.